# Bent Skammelsrud
Bent André Skammelsrud, född 18 maj 1966 i Rakkestad, är en norsk före detta fotbollsspelare (mittfältare) som spelade för bland annat Rosenborg BK. Han har vunnit Tippeligaen elva gånger och Norska mästerskapet tre gånger.

## Meriter

### Klubb
Rosenborg BK
- Tippeligaen (11): 1992, 1993, 1994, 1995, 1996, 1997, 1998, 1999, 2000, 2001, 2002
- Norska mästerskapet: 1992, 1995, 1999

### Individuella
- Kniksenprisen: Årets mittfältare 1997[1]
- Kniksen's hederspris 2001 (tillsammans med Roar Strand)[1]